# Junko Ozawa
Junko Ozawa (jap. 小澤 純子, Ozawa Junko; * 7. Dezember 1973 in Kamakura) ist eine ehemalige japanische Fußballtorhüterin.

## Karriere

### Verein
Sie begann ihre Karriere bei Nissan FC Ladies, wo sie von 1989 bis 1993 spielte. Danach spielte er bei Tokyo Shidax LSC (1994–1995) und Fujita SC Mercury (1996–1997). 1997 beendete sie Spielerkarriere. 

### Nationalmannschaft
Ozawa wurde 1993 in den Kader der japanischen Nationalmannschaft berufen und kam bei der Asienmeisterschaft der Frauen 1993 zum Einsatz. Sie wurde in den Kader der Weltmeisterschaft der Frauen 1995 und Olympischen Sommerspiele 1996 berufen. Insgesamt bestritt sie 21 Länderspiele für Japan.

## Errungene Titel
- Nihon Joshi Soccer League Best XI: 1993